# Elena Babić
Elena Babić, född 11 december, 1998, är en volleybollspelare (högerspiker). 
Babić spelar i Bosnien och Hercegovinas landslag och har med dem deltagit i EM 2021 och vunnit European Silver League 2021. På klubbnivå har hon spelat med klubbar i Bosnien och Hercegovina, Tjeckien, Kroatien och Frankrike.